# Classe Tátra
La classe Tátra di sei cacciatorpediniere di squadra fu progettata all'inizio degli anni dieci dall'Impero austro-ungarico per ampliare la disponibilità di moderne unità siluranti nella k.u.k. Kriegsmarine, capaci di operare al fianco del crescente nucleo di navi da battaglia. Le navi, spinte da innovative turbine a vapore con riduttori a ingranaggi, erano dotate di un congruo armamento e furono varate dai cantieri sul Mare Adriatico alla vigilia della prima guerra mondiale. Nel corso del conflitto parteciparono a numerose azioni e furono presenti, in pratica, a tutte le battaglie più rilevanti; durante l'incursione contro Durazzo del dicembre 1915, però, lo SMS Triglav e lo SMS Lika furono affondati. I quattro superstiti ricevettero un paio di cannoni contraerei e continuarono il pesante servizio di guerra, mietendo diversi successi locali. Concluse le ostilità nel novembre 1918, i quattro cacciatorpediniere furono ceduti in conto di riparazione di guerra al Regno d'Italia che, con essi e con tre navi della sostanzialmente affine classe Ersatz Triglav, costituì la cosiddetta classe Fasana.
Il capoclasse SMS Tátra e lo SMS Balaton, in grave stato di usura, furono cannibalizzati in qualche anno e infine demoliti nel 1923; gli altri due esemplari rimasero invece in servizio come cacciatorpediniere sino al 1929, quando furono declassati a torpediniere. Quello stesso anno, comunque, lo SMS Csepel andò perduto al largo di Amoy in Cina, dopo essersi arenato su alcuni scogli. Lo SMS Orjen, ribattezzato prima Pola e poi Zenson II nel 1931, fu relegato a funzioni di pattugliamento e addestramento prima di essere radiato e demolito (1937). Le artiglierie di bordo degli anziani Tátra/Fasana furono tuttavia smontate e copiate dagli italiani, che ne fecero ampio uso nel corso della seconda guerra mondiale.

## Progetto
Sin dalla fine del XIX secolo l'Impero austro-ungarico aveva iniziato il potenziamento della propria marina militare, allo scopo di controbattere il crescente potenziale navale del Regno d'Italia (pur membro della Triplice alleanza) e garantire la difesa dei traffici marittimi che si sviluppavano dalla costa adriatica. Diversi esemplari unici furono ordinati presso l'alleato Impero tedesco o dal Regno Unito, formando un variegato nucleo di moderni cacciatorpediniere; il processo culminò nel 1905 con l'accettazione del progetto della classe Huszár, di derivazione britannica e che arrivò a comprendere quattordici esemplari. Già dopo qualche anno, però, queste navi risultarono obsolete in specie per la tecnologia motrice a tripla espansione, che aveva raggiunto i limiti del proprio sviluppo: di conseguenza, nel 1909, il ministero della Marina indisse un appalto per ditte navali nazionali e straniere per una classe di cacciatorpediniere da 600 tonnellate. Le proposte arrivate dallo Stabilimento tecnico triestino, dalla Ganz-Danubius (Fiume), Stettiner Maschinenbau AG Vulcan (Stettino), Yarrow Shipbuilders (Glasgow) e altre aziende non furono tuttavia accettate. Il concorso fu rinnovato nel gennaio 1910 dal ministero e limitato allo Stabilimento tecnico, alla Ganz-Danubius, al Cantiere Navale Triestino (Monfalcone) e alla Vulcan, alle quali furono inviate specifiche identiche con scadenza per il 15 luglio dell'anno stesso: 800 tonnellate di dislocamento, velocità di 32,5 nodi, turbine a ingranaggi a vapore ad alimentazione mista, armamento su due cannoni da 100 mm, quattro da 66 mm e tre tubi lanciasiluri da 450 mm. Alla fine il ministero della Marina circoscrisse le trattative con la sola Ganz-Danubius – unica ditta navale ungherese sull'Adriatico – ancorché la sua proposta finale fosse stata l'ultima a essere presentata, oltretutto all'inizio del luglio 1910. La peculiare struttura istituzionale bicefala dell'Impero austro-ungarico, infatti, prevedeva la duplicazione di tutti gli organi statali e la doppia autorizzazione per qualsiasi atto, compreso l'anno fiscale e la quota di finanziamenti da sbloccare per le forze armate. Siccome all'epoca era in discussione il bilancio della marina militare utile a costruire le navi da battaglia classe Tegetthoff, i vertici della k.u.k. Kriegsmarine e il ministero del Commercio ritennero opportuno favorire la Ganz-Danubius. Nel marzo 1911 fu sancito il grande bilancio per l'espansione della marina e, a settembre, furono approvati i progetti dettagliati della nuova classe. Intanto, già a giugno, la Marina imperialregia aveva fatto un ordine di sei unità della nuova classe, oggetto di ulteriori modifiche appena prima dell'inizio dei lavori: i pezzi da 66 mm divennero sei, lo scafo fu allungato e irrobustito, la dotazione silurante fu impostata su quattro tubi lanciasiluri. La classe fu denominata "Tátra" e gli esemplari che la composero ebbero i nomi di laghi, montagne e province dell'Impero austro-ungarico.

## Caratteristiche generali
I cacciatorpediniere classe Tátra presentavano una lunghezza tra le perpendicolari di 83,50 metri e alla linea di galleggiamento di 84 metri; la larghezza massima dello scafo era di 7,80 metri/8,80 metri e il pescaggio normale era pari a 2,42 metri ma, in caso di massimo carico, raggiungeva i 3 metri o addirittura i 3,20 metri. Il dislocamento standard era aumentato a 836,50/850/870 tonnellate in conseguenza delle affrettate modifiche finali e quello a pieno carico arrivava a 1 033,46/1 050 tonnellate.

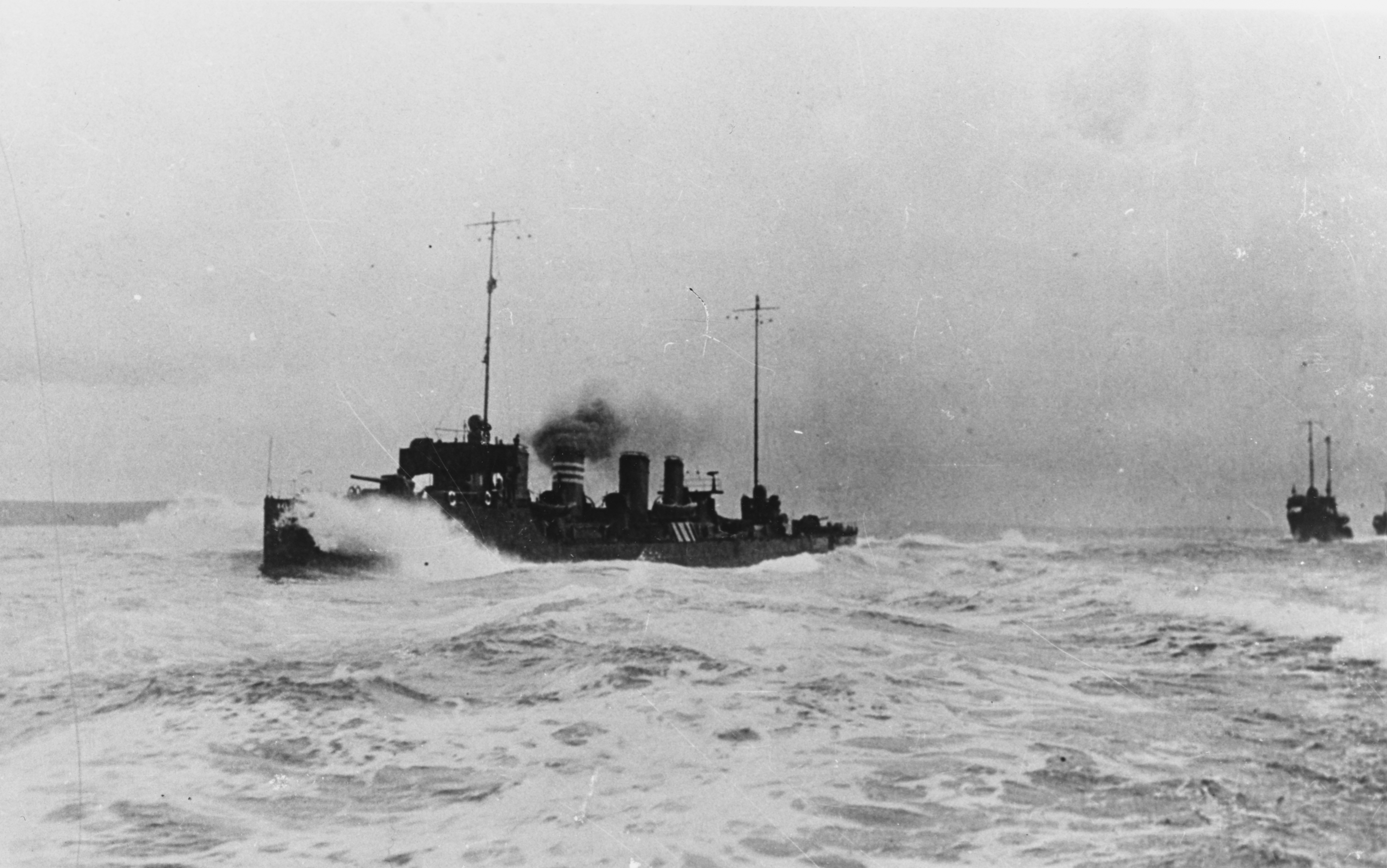
Il Balaton lanciato ad alta velocità nel mare mosso: si possono apprezzare il profilo e alcune delle dotazioni della classe

L'armamento era articolato su due cannoni principali Škoda K10 da 100 mm lunghi 47 calibri (L/47), montati su due affusti individuali uno a prua e uno a poppa: avevano gittata massima di circa 11 000 metri e un rateo di fuoco che si aggirava sui dieci colpi al minuto, ma erano sprovvisti di qualsiasi protezione. Lungo le fiancate del ponte di coperta erano stati distribuiti sei pezzi Škoda K10 da 66 mm L/45 a fuoco rapido (tre per lato), nuovamente su affusti singoli scoperti. Tra il 1916 e il 1918 due di questi cannoni furono rimpiazzati con altrettanti nella versione BAG (Ballon-Abwher Geschütz), espressamente creata per contrastare la nuova e crescente minaccia aerea: ciascuno era incavalcato su un particolare affusto capace di alzo elevato. Sulla sezione di ponte compresa fra l'artiglieria di poppa e il quarto fumaiolo furono installati due impianti binati con tubi lanciasiluri da 450 mm, dei quali quello posteriore era leggermente sopraelevato. Infine erano presenti una singola mitragliatrice Schwarzlose M.07/12 da 8 mm e un certo numero di bombe di profondità.
I Tátra furono i primi cacciatorpediniere imperialregi a essere spinti da turbine a ingranaggi a vapore, che stavano rapidamente soppiantando le motrici alternative a espansione. Ogni unità era stata equipaggiata con sei caldaie Yarrow che, suddivise in due gruppi, davano energia a due turbine AEG Curtis; a ciascuno di questi apparati era vincolato un albero motore dotato di elica. Alimentato sia a carbone che a olio combustibile, tale sistema propulsivo sviluppava una potenza di 20 500/20 560/20 600 shp e una velocità massima di 32,6 nodi (circa 62 km/h); l'autonomia massima assommava a 1 600 miglia alla velocità media di 12 nodi, vale a dire circa 2 950 chilometri a 22,8 km/h. Ogni nave aveva a bordo 125 tonnellate di olio combustibile e 104 di carbone, i cui prodotti di combustione erano espulsi attraverso quattro fumaioli.
L'equipaggio era costituito da cinque ufficiali e da cento tra sottufficiali e marinai. Solo una fonte riporta la cifra di 104 uomini.

## Costruzione
I costi di produzione dei sei esemplari furono concentrati nell'anno fiscale 1911. La Ganz-Danubius, branca navale della casa madre Ganz, fu l'unica ditta incaricata dell'assemblamento dei cacciatorpediniere, che furono impostati e varati presso i cantieri distaccati di Kraljevica (Porto Re per gli italiani), poco a est di Fiume. Le navi furono impostate tra l'ottobre 1911 e il gennaio 1912, varate tra il novembre 1912 e l'agosto 1913 e completate dall'ottobre 1913 in avanti. Secondo una fonte, quest'ultimo processo fu ultimato durante il luglio 1914, alla vigilia della prima guerra mondiale; un'altra fonte, invece, riporta che la fase costruttiva finale si concluse nelle prime due settimane dell'agosto 1914. I lavori durarono più del previsto in quanto la Ganz-Danubius era nuova nel settore delle navi militari e difettava di esperienza.

## Unità
| Nome        | Cantiere | Impostato        | Varato              | Completato              | Destino finale                                                                   |
| ----------- | -------- | ---------------- | ------------------- | ----------------------- | -------------------------------------------------------------------------------- |
| SMS Tátra   | Porto Re | 19 ottobre 1911  | 4 o 5 novembre 1912 | 12 ottobre 1913         | Ceduto nel settembre 1920 al Regno d'Italia                                      |
| SMS Balaton | Porto Re | 6 novembre 1911  | 16 novembre 1912    | 28 novembre 1913        | Ceduto nel settembre 1920 al Regno d'Italia                                      |
| SMS Csepel  | Porto Re | 9 gennaio 1912   | 30 dicembre 1912    | 29 dicembre 1913        | Ceduto nel settembre 1920 al Regno d'Italia                                      |
| SMS Lika    | Porto Re | 30 aprile 1912   | 15 marzo 1913       | luglio od 8 agosto 1914 | Affondato da una mina il 29 dicembre 1915 durante la battaglia di Durazzo        |
| SMS Triglav | Porto Re | 1º agosto 1912   | 22 dicembre 1913    | luglio od 8 agosto 1914 | Affondato da navi avversarie il 29 dicembre 1915 durante la battaglia di Durazzo |
| SMS Orjen   | Porto Re | 4 settembre 1912 | 26 agosto 1913      | luglio o 11 agosto 1914 | Ceduto nel settembre 1920 al Regno d'Italia                                      |

## Impiego operativo

### Con la k.u.k. Kriegsmarine

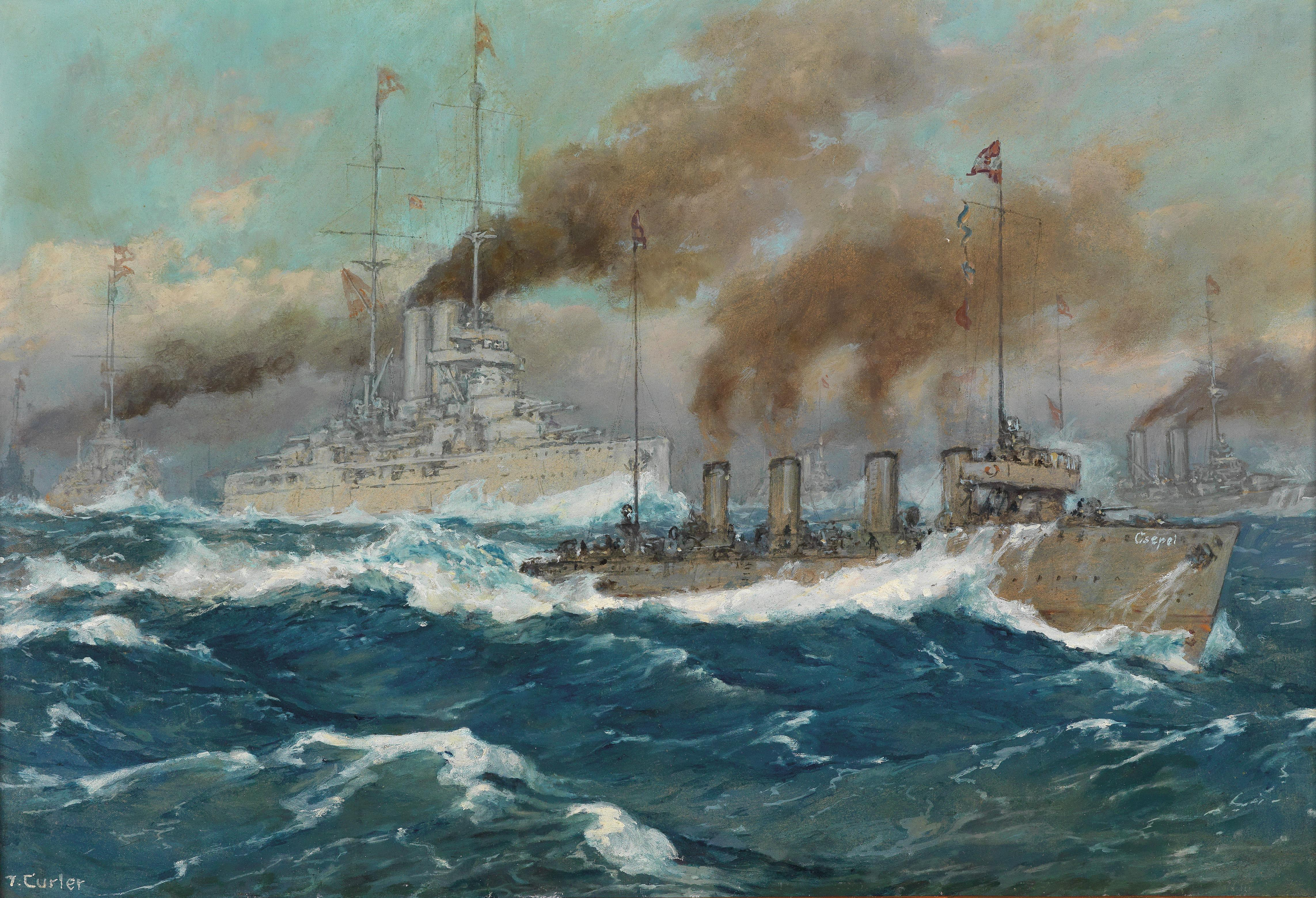
Stampa d'epoca di inizio Novecento: lo Csepel in avanguardia alla linea da battaglia austro-ungarica in un tempestoso Mare Adriatico

Al momento dello scoppio della prima guerra mondiale la classe Tátra si trovava all'àncora a Pola e il Tátra salpò il 7 agosto 1914 con il resto di una formazione che, in teoria, avrebbe dovuto effettuare un rendez-vous con gli incrociatori tedeschi SMS Goeben e SMS Breslau, in rotta per Costantinopoli e inseguiti da divisioni navali anglo-francesi: in ultimo, tuttavia, l'alto comando navale richiamò le navi per non incorrere in incidenti diplomatici con Parigi, non essendovi ancora uno stato di guerra tra Francia e Impero austro-ungarico. La classe costituì in quei giorni il 1º e il 2º Gruppo della 1ª Divisione torpediniere, a sua volta parte della 1ª Flottiglia torpediniere; ma per il resto del mese i cacciatorpediniere non videro alcuna azione. Il Tátra fu inviato il 23 agosto in soccorso della torpediniera SMS Tb 26T, saltata in aria su mine al largo di Pola, mentre il Balaton e lo Csepel prestarono aiuto ai naufraghi della nave passeggeri Baron Gautsch, colata a picco da mine dinanzi Rovigno il 13 agosto. Nei mesi successivi la classe effettuò solo pattugliamenti e brevi contatti con forze veloci francesi, che penetravano periodicamente in Adriatico dal canale d'Otranto, peraltro opportunamente chiuso dalle potenze dell'Intesa. Il 24 maggio 1915, giorno successivo alla dichiarazione di guerra dell'Italia all'Austria-Ungheria, la k.u.k. Kriegsmarine effettuò una sortita in forze sulla costa adriatica della penisola, bersagliando diversi obiettivi e città; durante l'operazione il Tátra e il Lika collaborarono alla distruzione del cacciatorpediniere Turbine e le formazioni imperialregie non persero alcuna unità. La classe operò da allora principalmente da Cattaro e cinque esemplari parteciparono, sullo scorcio dell'anno, all'attacco al porto di Durazzo assieme all'incrociatore leggero SMS Helgoland. Uscendo dalla base il Balaton sorprese in superficie e affondò il sommergibile francese Monge, quindi all'alba del 29 dicembre le navi penetrarono nella rada di Durazzo; tuttavia la pronta reazione delle batterie costiere danneggiò lo Csepel e indusse gli austro-ungarici a ripiegare e a invischiarsi in un campo minato, predisposto dai francesi. Il Lika urtò un ordigno e affondò in pochi minuti, mentre il Triglav rimase immobilizzato dallo scoppio di un'altra mina. Fu preso a rimorchio per alcuni chilometri, ma poiché rallentava il resto della formazione fu infine evacuato, lasciato indietro e fu distrutto dalle artiglierie di cinque sopraggiunti cacciatorpediniere francesi.

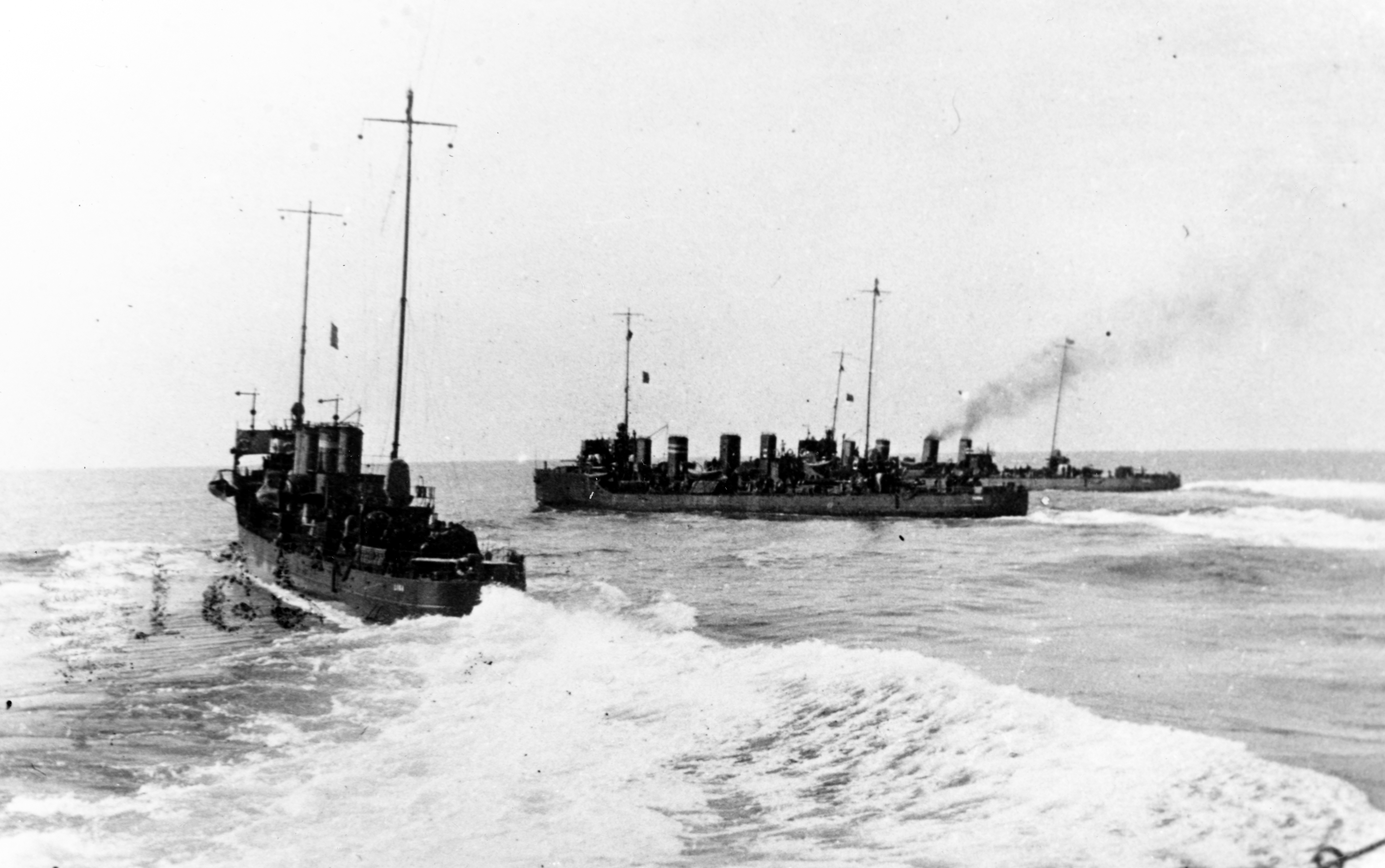
Il Lika (sinistra), il Tátra (centro) e una terza unità non identificata in manovra

Dal 1916 la 1ª Divisione torpediniere fu attiva contro l'isola di Pelagosa e prese parte ad alcune incursioni contro lo sbarramento del Canale d'Otranto: il 4 maggio lo Csepel fu raggiunto da un siluro del sommergibile Bernouille e perse la poppa, ma sopravvisse e fu ricostruito con una poppa più lunga. Nella notte tra il 15 e il 16 maggio 1917 i Tátra furono coinvolti in un'importante azione contro lo sbarramento, volta a consentire la penetrazione nel Mar Mediterraneo del maggior numero di sommergibili e a colpire l'intenso traffico navale dell'Intesa. Il Balaton e lo Csepel, agendo separatamente, furono autori di un riuscito attacco a un convoglio italiano: colarono a picco il cacciatorpediniere Borea e due piroscafi. La classe continuò, nei mesi successivi, a scortare le unità maggiori austro-ungariche e a bombardare le coste italiane; un'azione di successo di questo tipo avvenne per esempio a Brindisi il 18-19 ottobre 1917, conclusa dallo Csepel assieme al SMS Triglav e al SMS Lika (esemplari classe Ersatz Triglav, omonimi di quelli perduti nel 1915). Per il resto del conflitto i Tátra, sostanzialmente, furono impiegati in operazioni quali pattugliamento, difesa delle navi capitali, rilascio di campi minati e brevi cannoneggiamenti della costa adriatica settentrionale italiana; furono anche presenti all'ammutinamento di Cattaro (febbraio 1918), senza però che i loro equipaggi fossero coinvolti nell'insubordinazione. Lo Csepel, inoltre, combatté assieme agli Ersatz Triglav in un breve scontro con naviglio anglo-franco-italiano nei dintorni del Canale (23-24 aprile 1918), contribuendo a danneggiare gravemente due cacciatorpediniere britannici. L'ultima uscita in mare degna di nota per i validi Tátra avvenne nel giugno 1918, quando il Tátra e lo Csepel si unirono alla scorta del nucleo di navi da battaglia austro-ungariche, condotte in un audace attacco in massa contro lo sbarramento dell'Intesa: l'operazione, però, fu annullata dopo l'affondamento della SMS Szent István occorso il 10 del mese stesso.
Il 31 ottobre 1918 l'Impero austro-ungarico accettò un cessate il fuoco lungo il fronte italiano e quello balcanico: la classe Tátra fu sorpresa dall'avvenimento a Cattaro. Le quattro unità superstiti, logorate dall'intenso e pesante servizio di guerra, transitarono alla neonata flotta militare dell'appena proclamato Regno dei Serbi, Croati e Sloveni. Alla conferenza di pace svoltasi nei dintorni di Parigi, però, il naviglio austro-ungarico fu in massima parte spartito tra le potenze vincitrici (come prescritto nel trattato di Saint-Germain) e i cacciatorpediniere tipo Tátra furono assegnati all'Italia.

### Preda bellica della Regia Marina

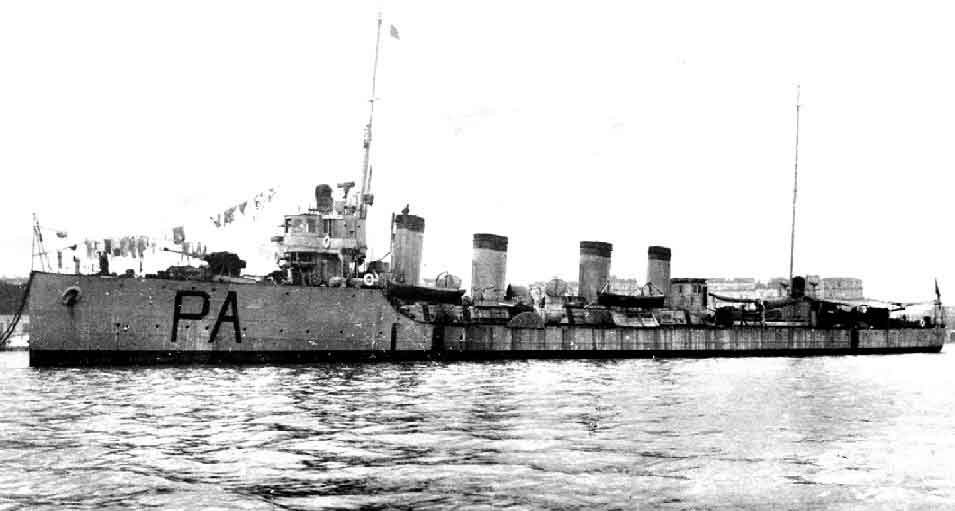
Lo Orjen nel primo dopoguerra mostra, a prua, la sigla alfabetica "PA" stante per Pola, nome con il quale lo avevano ribattezzato gli italiani

Il Tátra, il Balaton, lo Csepel e lo Orjen entrarono ufficialmente in servizio con la Regia Marina il 26 settembre 1920 e furono rispettivamente ridenominati Fasana, Zenson, Muggia e Pola – tutti nomi di località irredente tranne il secondo, che rimanda al paese di Zenson di Piave, sito di duri scontri nel 1917 e 1918. Assieme ai cacciatorpediniere SMS Uzsok, Lika e Triglav della classe Ersatz Triglav formarono la "classe Fasana", che mantenne dotazioni ed equipaggiamenti austro-ungarici eccetto che per le mitragliatrici Schwarzlose, scambiate con armi italiane nel calibro standard 6,5 mm. Allo scopo di non peggiorare le già mediocri condizioni degli scafi, i cacciatorpediniere furono rimorchiati da Pola, dove erano stati concentrati, agli arsenali italiani. Il Fasana/Tátra, però, non fu mai effettivamente utilizzato e rimase da parte per fungere da fonte di pezzi di ricambio per le navi gemelle; lo stesso destino fu condiviso dallo Zenson ex Balaton, cannibalizzato allo scopo di mantenere in efficienza le navi sorelle. Il Fasana e lo Zenson furono posti in disarmo nel luglio 1923 e demoliti poco dopo.
Il Muggia/Csepel e il Pola/Orjen servirono invece a lungo la Regia Marina, ma in ruoli secondari, in funzione di addestratori o di rappresentanza all'estero; una fonte dichiara esplicitamente che la loro carriera non ebbe «eventi significativi». Il Muggia fu infine perduto al largo di Amoy in Cina a causa di un violento incagliamento, avvenuto il 25 marzo 1929 o, secondo un'altra fonte, il 29 dicembre 1929. Intanto l'intera classe Fasana era stata retrocessa alla categoria di torpediniere nell'ottobre 1929 e fu relegata a compiti ausiliari, stante l'obsolescenza dei cacciatorpediniere. Il Pola, ultimo superstite della classe Tátra, cambiò nome in Zenson II il 9 aprile 1931 poiché due mesi prima era stato varato l'omonimo incrociatore pesante. Fu radiato infine il 1º maggio 1937 e demolito in seguito.
I dipartimenti tecnici della Regia Marina salvarono dalla rottamazione i pezzi K10 da 100 mm, le cui qualità balistiche erano state apprezzate. Essi furono copiati e divennero i capostipiti della numerosa famiglia dei cannoni da 100/47, imbarcati su navi da battaglia, incrociatori, cacciatorpediniere, torpediniere e sommergibili.